# Романов, Николай Александрович (художник)
Романов Николай Александрович (12 мая 1957, г. Пушкин, Санкт-Петербург) — советский и российский живописец, член Санкт-Петербургского Союза художников (до 1992 года — Ленинградской организации Союза художников РСФСР).

## Биография
Романов Николай Александрович родился 12 мая 1957 года в городе Пушкине (бывшем Царском Селе) Ленинградской области. В 1980 г. закончил Ленинградское Художественное училище им. В. А. Серова, отделение реставрации станковой живописи. Женат на художнице Ю. В. Вальцефер.
В 1987 г. с серебряной медалью закончил живописный факультет Института живописи, скульптуры и архитектуры им. И. Е. Репина,  мастерская Е. Е. Моисеенко.
Член (с 1990 года) Санкт-Петербургского Союза художников (до 1992 года — Ленинградской организации Союза художников РСФСР) по секции живописи.
С 1985 года Романов был участником свыше 300 выставок в России и за рубежом.
Более 30 персональных выставок прошло в Росси и за рубежом. Среди них выставки в Пиреях (Греция, 1993); в Генеральном Консульстве Латвийской республики в Санкт-Петербурге (2002, 2003); в галерее «Замоскворечье», Москва (2002); в арт-галерее «АРКА» Санкт-Петербург (2005, 2006, 2007, 2008, 2009, 2011, 2012); в Муниципальном выставочном зале г. Кольюр, Франция (2007); в Галерее «Icons». Брага, Португалия (1992—1994, 2008, 2010); в Музее-квартире И. И. Бродского, Санкт-Петербург (2017), в Галерее Лютеранской кирхи «Воздух», г. Пушкин (2017) и др.
Среди выставок 1980—1990-х гг.: «Ленинградские художники», Рио де Жанейро (1988); Большой Морской Салон, Париж (1994); «Санкт-Петербургские художники», Шанхай (1996); Санкт-Петербургские художники», Гамбург (1998); Ивановский областной художественный музей (1998) и др.
Участник выставок 2000—2009 гг.: Международный фестиваль «Мастер-класс», Санкт-Петербург (2000); «Арт-Манеж», Москва (2003, 2004); «Арт-Салон», ЦДХ, Москва (2003, 2004); Информационный Центр ООН, Москва (2004); Выставочный проект «ПЕТЕРБУРГ» Новосибирский государственный художественный музей, Государственный художественный музей Алтайского края (2008); «Кредо-арт», Музей пейзажа, Плёсский государственный историко-архитектурный и художественный музей-заповедник (2009) и др.
Среди выставок 2010-х гг.: «Сказка», Ивановский областной художественный музей (2009); IV международная выставка «Коллекционер», ЦВЗ, Санкт-Петербург (2011); Пушкин – Камбрэ. Мэрия Царского Села, Пушкин (2012); 80 лет Союзу Художников. ЦВЗ, Санкт-Петербург (2012); 5 лет творческому объединению "Кредо" ТСХР, Ивановский областной художественный музей (2012); «Полиреализм», Выставочный центр Союза художников Санкт-Петербурга (2012, 2013, 2014); «Современные художники России. Санкт-Петербург», Хэйлунцзянское управление культуры. Харбин, Китай (2013); Международный форум «Artway», Феодосия,  Хельсинки, Финляндия (2014), «Петербургские художники». Камбре, Франция (2016); Международная выставка ART-NORDIC. Копенгаген, Дания (2017);  85 лет Союзу Художников. ЦВЗ, Санкт-Петербург (2017); «Бургундия глазами русских художников», Франция (2018) и др.
В 2000 г. Романов выступил одним из инициаторов создания творческой группы «Мастерская», объединившей учеников Е. Е. Моисеенко. Первая выставка группы прошла в Пскове и осуществляла проекты в течение пяти последующих лет.
В 2007 году был одним из двух российских художников, приглашённых к участию в фестивале, посвящённому 100-летию фовизма (Кольюр, Франция).
Н. А. Романов — активный участник проекта “Отражение”, организованного Фондом культуры, Российской Академией Художеств и Творческим Союзом Художников России (руководитель — Н. С. Михалков) (2007—2009).
Работы Н. А. Романова использованы в проекте Архитектурного бюро DesignPortrait (Санкт-Петербург), получившего две награды за проект Inspired by Landscape: " *****Best Interior Design Apartment Russia" и «Best Interior Design Apartment Europe» на престижном конкурсе International Property Awards в Лондоне в 2012 г.
```
«Николай Романов сумел выработать свой узнаваемый стиль, в его основе ритмическая организация холста, тонкая игра фактур и сложные колористические решения. Это позволило художнику стать одним из наиболее ярких и востребованных представителей петербургской живописной школы, которую он достойно представляет по всему миру»
[
11
]
.
```

## Музеи
Работы Николая Романова находятся в коллекциях музеев:
- Дворец Искусств г. Перпиньян (Франция)
- Ивановский областной художественный музей
- Новосибирский государственный художественный музей
- Костромской государственный историко-архитектурный и художественный музей-заповедник
- Музей Российской академии художеств
- ГУК «Буда-Кошелёвская картинная галерея им. Е .Е. Моисеенко» (Беларусь)
- Литературный музей Пушкинского Дома ИРЛИ РАН

## Награды
- Серебряная медаль Института живописи, скульптуры и архитектуры им. И.Е. Репина (1987)
- Серебряная (2008) и золотая медали (2012) Творческого Союза Художников России «За вклад в отечественную культуру».

## Галерея

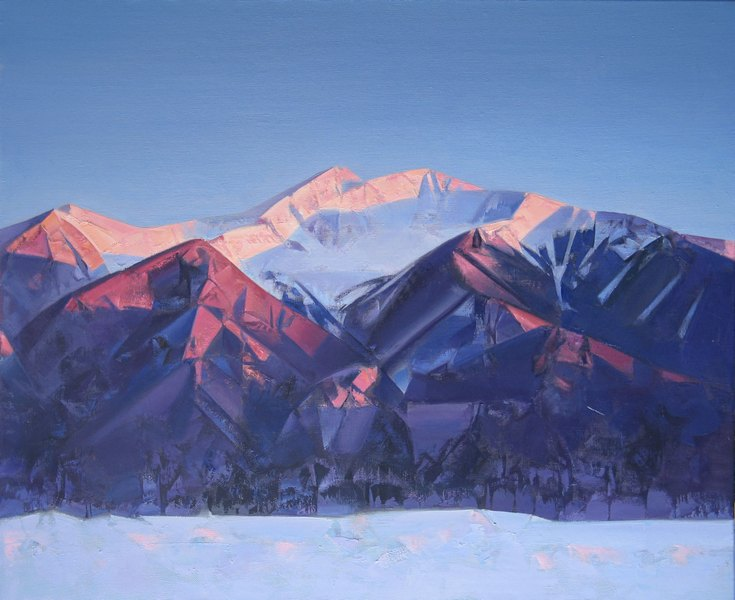
Н. А. Романов. Вечер. Саяны. 2015
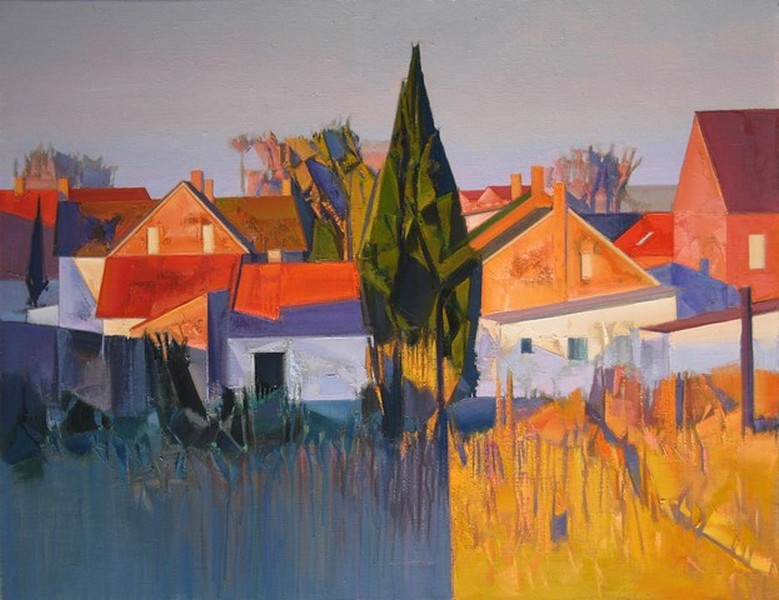
Н. А. Романов. Франция. Камбре. 2012
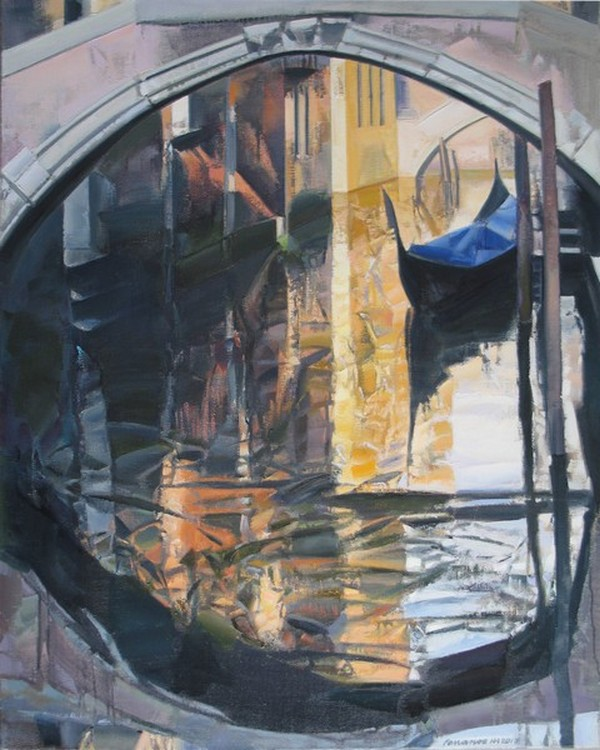
Н. А. Романов. Вода без времени. 2013
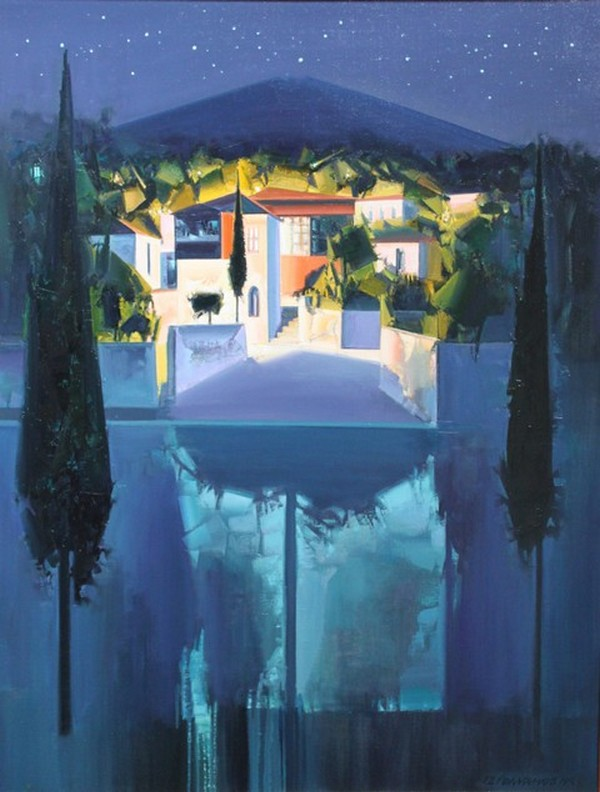
Н. А. Романов. Ночной аромат ванили. 2012
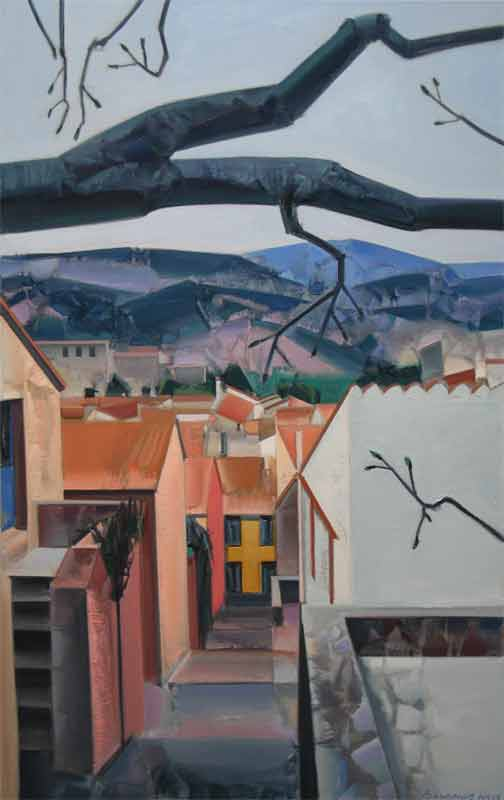
Н. А. Романов. Март в Кольюре. 2011
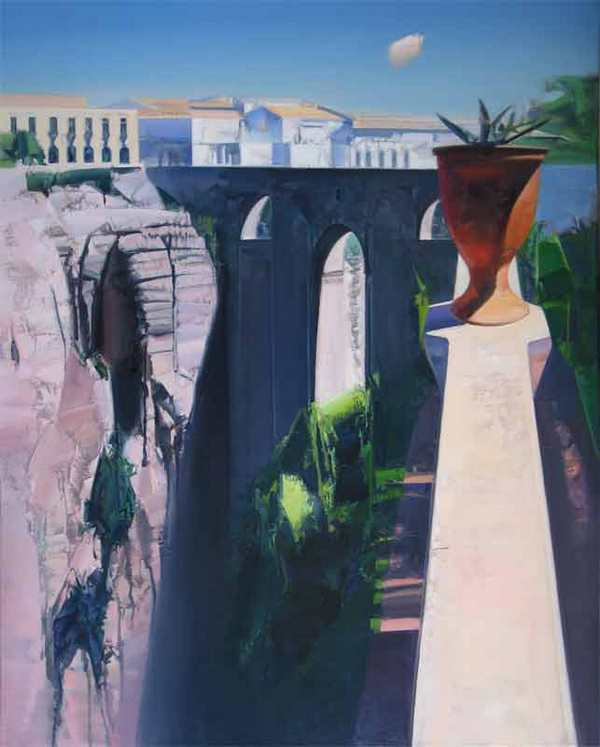
Н. А. Романов. Мост в Ронде. 2014